# 유대인의 너도밤나무
《유대인의 너도밤나무》(독일어: Die Judenbuche)는 아네테 폰 드로스테휠스호프의 소설이다.

## 소개
드로스테를 세상에 널리 알리고, 세계문학사에서 중요한 위치를 차지하게 해준 작품이다. 드로스테는 이 작품에서 철저한 사실주의적 문체, 낭만적이고 초월적인 환경과 분위기 묘사를 통하여, 당시 사회의 모순된 환경과 악한 인간 본성이 빚어내는 죄와 그 결과로 나타나는 인간의 파멸을 묘사한다.
이 소설은 실제로 일어난 사건을 소재로 한다. 드로스테의 외조부는 오늘나의 베스트팔렌지방 북부에 영지를 소유한 대지주였다. 1783년 2월에 그의 소유지에서 벨레르젠 출신의 하인 헤르만 게오르크 빙켈하겐이, 빚 독촉을 했다는 이유로 한 유대인을 살해하는 사건이 일어났다. 그 후 살인자는 고향을 떠나 알제리로 가서 노예가 되었다. 그로부터 22년이 지난 후 노예 상태에서 풀려난 그는 자신의 범행 장소로 되돌아와 그곳에서 죽었다. 드로스테의 외삼촌은 1818년에 이 사건을 <<어느 알제리 노예의 이야이(Geschichte eines Algierer Sklaven)>> 하는 제목의 기록소설 형식으로 엮어 괴팅겐에서 발행하는 잡지 <<마술 지팡이(Die Wünchelrethe)>> 에 발표한 바 있다. 드로스테는 외가에 머물면서 이 유대인 살해 사건에 대해 알게 되었고, 삼촌이 쓴 소설을 읽었던 것으로 보인다. 그 후에 그녀는 대단한 의욕을 가지고 이 사건을 작품화하는 일에 착수한다.
처음에 제목을 <<범죄소설, 프리드리히 메르겔(Kriminalgeschichte, Friedrich Mergel)≫로 정하고 그동안의 예비 작업을 토대로 집필에 몰두하던 드로스테는, 산림관과 프리드리히가 운명적으로 만나는 장면까지 쓰고는 집필을 중단한다. 그 후 1839년 여름에 드로스테는 이 소설의 실제 무대인 벨레르젠 근교에 체류하게 되는데, 여기서 그 지방의 불법적 상황이 거의 반세기 전과 다름없이 여전히 계속되고 있음을 확인하고 곧바로 다시 집필에 몰두해 1840년 초에 잠정적으로 작품을 완성했다. 베스트팔렌의 풍경과 민속을 내용으로 하는 광범위한 연작소설을 계획하고 있던 드로스테는, 이 소설도 ≪베스트팔렌 산악 지방의 풍속화(Ein Sittengemälde aus dem gebirgigten Westphalen)≫로 제목을 바꾸어 그것에 편입시키기로 계획했다. 그러나 계획을 변경하여 쉬킹의 주선으로 1842년 4월 22일부터 5월 10일까지 16회에 걸쳐 ≪교양 있는 독자를 위한 조간신문(Morgenblatt für die gebildeten Leser)≫에 ≪유대인의 너도밤나무(Die Judenbuche)≫라는 제목으로 발표했다.
맨 처음 단순한 범죄 이야기에 관심을 가졌던 드로스테는 글쓰기가 진행됨에 따라 범죄의 무대가 된 지방의 환결과 풍속, 마침내는 한 사람을 끔찍한 범죄자로 만드는 사회 환경을 묘사하고자 했다. 그리고 베스트팔렌 산악 지방의 한 마을을 예로 설정해 당시 독일 산악 지방의 표본을 묘사하며, 사회에서 집단의 편견이 인간 개인에게 미치는 영향을 극명하게 보여주려 했다. 이 소설에서는 네 번의 죽음이 묘사되고 있는데 모두 집단의 편견이라는 횡포에서 비롯된 것이다. 그리고 결국 주인공 프리드리히 메르겔도 이 횡포의 희생자가 되어 파멸한다.
- 조봉애 역, 지만지